# Lothar Doering
Lothar Doering, nemški rokometaš, * 23. oktober 1950, Potsdam.
Leta 1980 je na poletnih olimpijskih igrah v Moskvi v sestavi vzhodnonemške rokometne reprezentance osvojil zlato olimpijsko medaljo.